# Evasión de tarifas

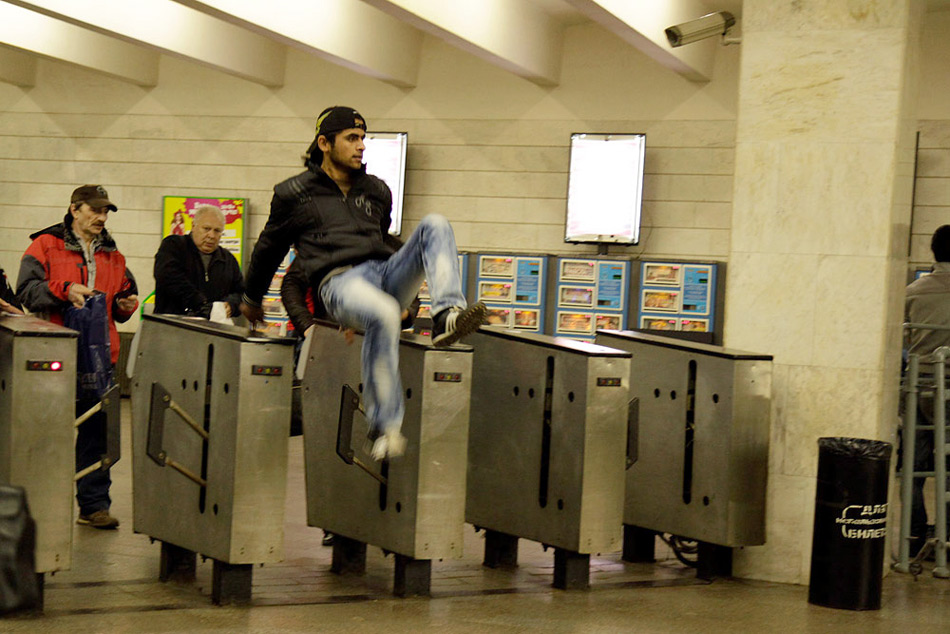
Persona saltando un torniquete en el metro de Moscú.

Evasión de tarifas o evasión de pago es el acto de viajar en el transporte público sin haber pagado la tarifa requerida en forma deliberada (habiendo tenido la oportunidad de hacerlo), incumpliendo de esta forma la ley. 
La evasión es un problema en muchas partes del mundo, y los fiscalizadores de pago operan en muchos sistemas. A menudo, existen sistemas de control en las estaciones y los medios de transporte (como los torniquetes) para garantizar que solo aquellas personas con boletos o pagos válidos puedan acceder al transporte. 

## Métodos

### En estaciones

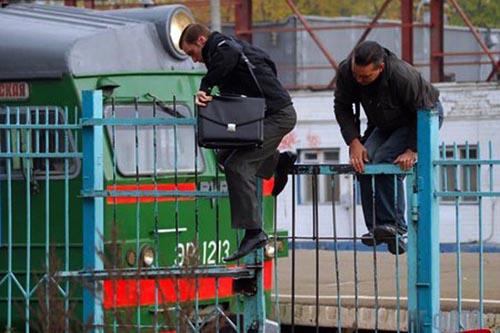
Escalada sobre la valla de una estación de tren de cercanías en Moscú, Rusia.

Un método de evasión de tarifas es saltar o trepar por los torniquetes que marcan la entrada a un sistema de metro. Los evasores de tarifas también pueden caminar justo detrás de un pasajero que ingresa a la estación con un boleto válido antes de que se cierren las puertas de barrera del boleto. Otros métodos incluyen adultos que viajan con boletos o tarjetas de pago para niños o escolares, o aquellos que usan boletos con descuento o pases gratuitos a los que el pasajero no tiene derecho. 
Sin embargo, suelen haber inspectores y guardias que vigilen los controles de pago, y en ese caso los evasores de tarifas pueden trepar las cercas de una estación o simplemente caminar junto a las vías del tren o usar pases para que el personal ferroviario entre o salga de la estación sin pasar por las barreras de los boletos. En algunos casos, los evasores de tarifas pueden romper y destruir cercas alrededor de una estación de tren para crear una entrada.

### En vehículos

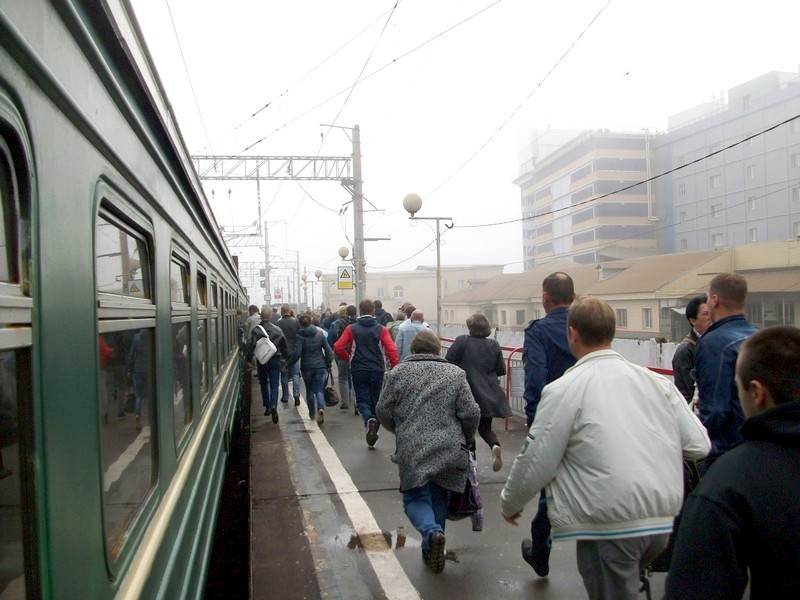
Los evasores de tarifas evitando a los inspectores de boletos, pasando a los carros que estos ya revisaron.

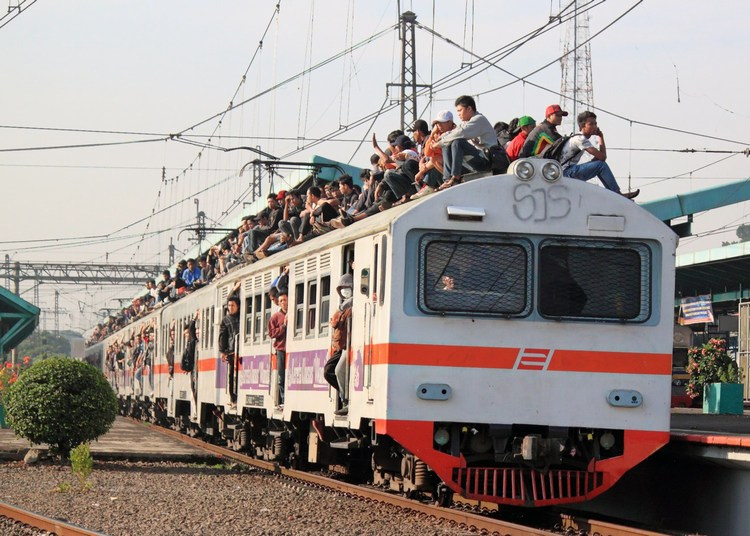
Personas haciendo train surfing en Yakarta, Indonesia.

En los vehículos de transporte, como trenes o buses, los evasores de tarifas generalmente intentan evitar reunirse con los inspectores de boletos o los conductores. 
En los trenes de cercanías con un número suficiente de carros de pasajeros, uno de los métodos más comunes es alejarse de los inspectores de boletos y correr en la plataforma en la dirección opuesta a los carros en donde ya pasaron los inspectores de boletos. En los trenes de cercanías cortos o especialmente en los trenes de pasajeros interurbanos y de larga distancia, los evasores de tarifas pueden tratar de esconderse de los inspectores de boletos en inodoros, compartimentos de equipaje, salas de personal y otras cámaras de servicios dentro del tren.
Otro problema ocurre en el autobús o tranvía; los pasajeros pueden pasar por alto al conductor del autobús o simplemente entrar por la puerta trasera del vehículo. Esto es común en los sistemas de autobuses de Nueva York y Santiago de Chile, lo que hace que sus operadores pierdan grandes cantidades de dinero al año. Si un autobús o un tranvía tiene instalado un torniquete, los evasores de tarifas pueden saltar o arrastrarse debajo del torniquete. En la mayoría de los países, los pasajeros abordan un autobús desde cualquier puerta, validan sus boletos en las máquinas y no tienen contacto con el conductor, lo que aumenta el potencial de evasión de tarifas. 
Los pasajeros también pueden hacer arreglos para que los inspectores de boletos les permitan viajar, ofreciendo sobornos.
El método más extremo de evasión de tarifas es viajar en las partes exteriores de un vehículo (tejados, partes traseras, entre automóviles o debajo de un vehículo), como ocurre en los casos de train surfing. Otro método es esconderse en compartimientos debajo de un vagón de ferrocarril. Los evasores de tarifas pueden practicar este tipo de viaje a menos que sea muy difícil o imposible esconderse de los inspectores de boletos dentro de un vehículo.

## Contramedidas

### Dispositivos técnicos

#### Barreras de entradas

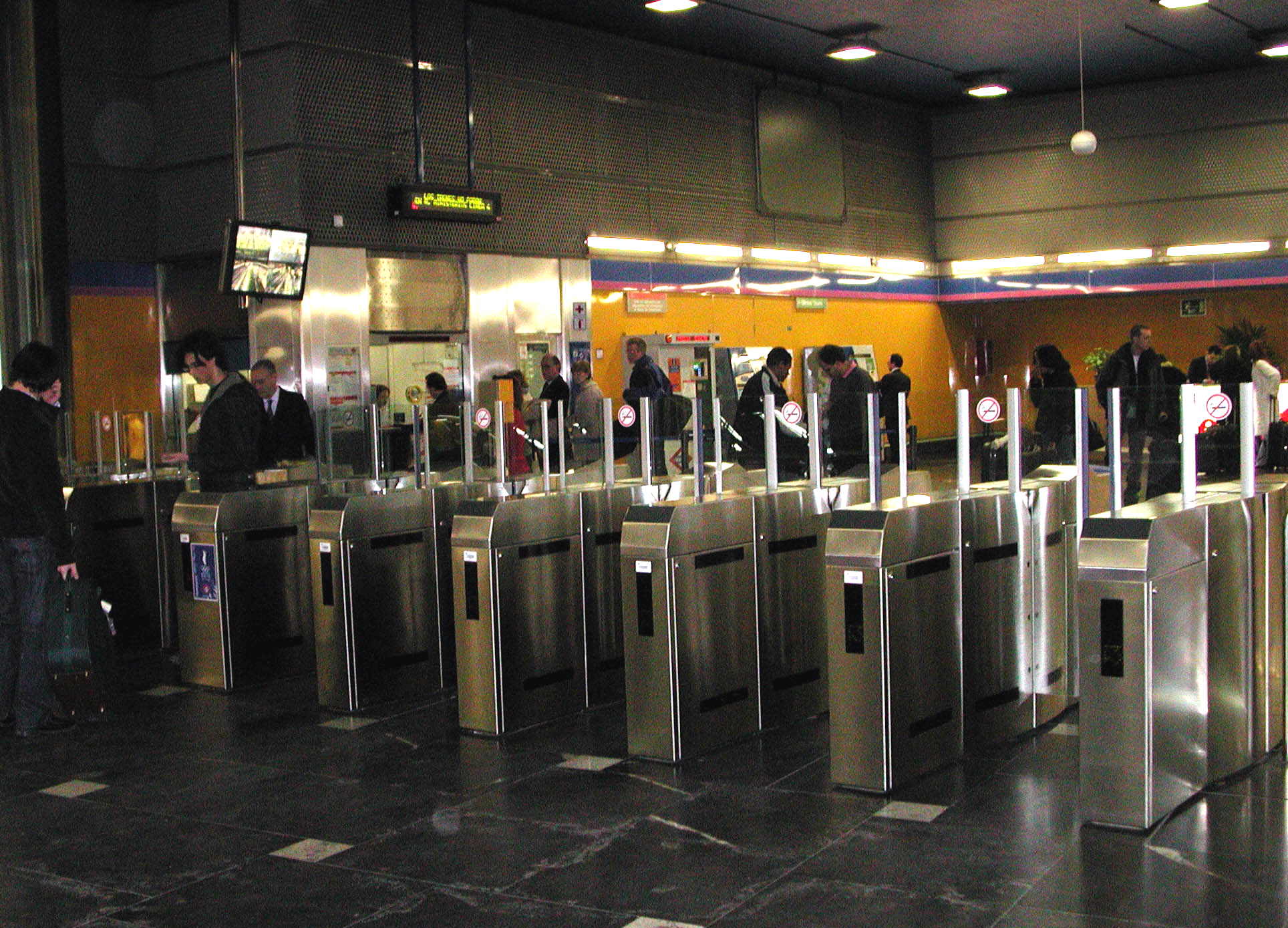
Torniquetes en Madrid, España.

Los torniquetes se utilizan para obstruir el acceso no válido. Dado que la mayoría de los evasores de tarifas saben cómo pasar una puerta sin pagar, los torniquetes pueden reemplazarse con barreras de boletos en una forma menos transversal, o pueden integrarse más estrechamente con un sistema electrónico de boletos. Las barreras de boletos también pueden requerir que los viajeros muestren sus boletos al salir. Por lo general, los torniquetes se usan en las estaciones de tren, sin embargo, algunos sistemas de tránsito de la ciudad instalan torniquetes dentro de los vehículos urbanos, por ejemplo, autobuses y tranvías.

#### Televisión de circuito cerrado
El monitoreo de circuito cerrado de televisión (CCTV) es utilizado por muchas compañías de transporte público para combatir el vandalismo y otros delitos de orden público. El uso de CCTV para aprehender a los evasores de tarifas en el acto requiere un monitoreo humano a tiempo completo de las cámaras. Los sofisticados sistemas de CCTV discriminan las escenas para detectar y segregar el comportamiento sospechoso de numerosas pantallas y para permitir alertas automáticas. Sin embargo, la atención del personal de vigilancia puede verse amenazada por la falsa dependencia de las automáticas. 

### Inspectores de boletos
Con la recolección manual de tarifas, la evasión de tarifas puede volverse más difícil y estigmatizante para el viajero que evita las tarifas, especialmente el uso de boletos con descuento (por ejemplo, boletos para niños, estudiantes o pensionados) por parte de pasajeros que no pueden usarlo. Los inspectores de boletos pueden verificar los boletos de los pasajeros durante el viaje o durante el embarque en el vehículo (la última forma de control de tarifas es una práctica común en el transporte ferroviario de larga distancia). En algunos casos, los inspectores de boletos se asignan a un determinado vehículo durante su viaje en toda la ruta (generalmente en larga distancia o en algún transporte de cercanías) y, a menudo, en otros casos, controlan aleatoriamente varios vehículos (generalmente el transporte público de la ciudad y algunos transportes de cercanías). Los sistemas de tránsito que usan sistemas de honor en circunstancias normales pueden emplear personal para cobrar tarifas en los momentos y lugares donde se puede esperar un uso intensivo, por ejemplo, en estaciones que sirven a un estadio después de la conclusión de un evento deportivo importante. 
Los inspectores de boletos también pueden observar los torniquetes en las estaciones de tren para evitar el paso no autorizado sin un boleto válido y el uso de boletos con descuento. Los inspectores de boletos pueden o no pueden usar la fuerza para prevenir o detener a los que evaden tarifas. 
La presencia de guardias de seguridad o policías puede actuar como un elemento disuasorio para la evasión de tarifas, especialmente el paso no autorizado por torniquetes.[cita requerida]

## Penalización

### Tarifa de penalización
Una tarifa de penalización es una tarifa especial que se cobra a un precio superior al normal porque el comprador no cumplió con las reglas normales de compra de boletos. Normalmente, los pasajeros que no compran un boleto antes de viajar o que compran un boleto incorrecto que no cubre su viaje completo incurren en multas. 
Las tarifas de penalización no son multas, y se utilizan cuando no existe una base legal para procesar la evasión de tarifas, el procesamiento se considera demasiado drástico y costoso, o es poco probable que resulte en una condena. 

### Penas civiles y criminales
En algunos sistemas, la evasión de tarifas se considera un delito menor o falta. En tales casos, los oficiales de policía y en algunos casos los empleados de tránsito están autorizados a emitir multas que generalmente conllevan una alto monto.[cita requerida]  Las personas acusadas pueden ser juzgadas en un tribunal. En algunos países se castiga más fuertemente a los evasores ricos que a los más pobres.

### Registros de evasores
Otro tipo de penalización en algunos sistemas es el uso de registros públicos con las personas que hayan sido identificadas como evasores de tarifas, creadas como forma de disuasión. En Chile, por ejemplo, existe un Registro de Pasajeros Infractores incorporado al Registro Nacional de Conductores de Vehículos Motorizados, que es controlado por la Subsecretaría de Transportes.